# إسفنجيات شائعة
الإسفنجيات الشائعة  (الاسم العلمي: Demospongiae) هي الطائفة الأكثر تنوعا في شعبة الإسفنجيات. وهي تشمل 76.2 ٪ من جميع أنواع الإسفنج مع ما يقرب من 800 نوع في جميع أنحاء العالم (قاعدة بيانات الإسفنجيات العالمية). وهم في الغالب هياكل لوكونية. مصنوعة من هياكل من شويكات تتكون من ألياف بروتين الإسفنج والسيليكا المعدنية أو كليهما. عندما توجد شبيكات السيليكا، يكون لها شكل مختلف عن تلك الموجودة في الإسفنج الزجاجي المتشابه بطريقة أخرى.